# Diedrska grupa
Diédrska grúpa je v matematiki grupa simetrij pravilnega mnogokotnika, ki vsebuje rotacijske in zrcalne simetrije. Diedrske grupe predstavljajo enega najpreprostejših primerov končnih grup in so pomembne v teoriji grup, geometriji in kemiji.